# هيروشي فوغيوارا
هيروشي فوغيوارا (باليابانية: 藤原ヒロシ؛ بالكانا: ふじわら ひろし) هو مصمم أزياء ومنتج أسطوانات ياباني، ولد في 1964 في إيسه في اليابان.

## وصلات خارجية
- هيروشي فوغيوارا على موقع IMDb (الإنجليزية)
- هيروشي فوغيوارا على موقع ميوزك برينز (الإنجليزية)
- هيروشي فوغيوارا على موقع أول ميوزيك (الإنجليزية)
- هيروشي فوغيوارا على موقع ديسكوغز (الإنجليزية)
- هيروشي فوغيوارا على موقع قاعدة بيانات الفيلم (الإنجليزية)